# Jorge Ruiz Calvimonte
Jorge Ruiz Calvimonte (Sucre, Bolivia, 16 de marzo de 1924 - Cochabamba, 24 de julio de 2012) fue un director de cine, precursor de la cinematografía en Bolivia.

## Biografía
Jorge Ruiz nació en Sucre el 16 de marzo de 1924, creció en la ciudad de La Paz donde estudió en los colegios Alemán y Bolívar. Entre 1940 y 1944 estudió agronomía en Argentina, donde comenzó a experimentar con una cámara de 8 mm filmando las lecciones de sus profesores.
En 1945, Ruiz regresa a Bolivia, incorporándose al ejército como subteniente de servicios gracias a sus estudios en agronomía hasta que en 1946, debido a la caída del gobierno de Gualberto Villarroel se aleja del ejército.

### Sus primeras realizaciones cinematográficas
En 1947, realiza un viaje al Beni, para el cual adquiere una filmadora de 8 mm. Realiza algunas tomas de su travesía, constituyéndose ésta en la primera película de Jorge Ruiz: Viaje al Beni. Ese mismo año, Ruiz conoce a Augusto Roca, y luego de realizar Frutas en el mercado, junto a Augusto Roca codirigen el primer filme de ficción de Ruiz, El Látigo del Miedo.
En 1948, Ruiz y Roca se incorporan a Bolivia Films, empresa distribuidora de películas establecida un año antes por el norteamericano Kenneth Wasson, quien invita a Ruiz y Roca para incursionar en el campo de la producción. La primera película de la productora, sería Virgen India, rodada en blanco y negro en formato de 16 milímetros, con una duración de aproximadamente 15 minutos, fue la primera película sonora boliviana gracias a la sobreimpresión magnética de voz y música a la imagen registrada y se produjo completamente en Bolivia.
En 1949, filman Donde Nació un Imperio, rodada en la Isla del Sol del Lago Titicaca, con la colaboración de Alberto Perrin, con una duración de casi 20 minutos, sería la primera producción en color boliviana.  
Entre 1950 y 1951 Ruiz y Roca realizaron varios reportajes y documentales con Bolivia Films : Bolivia Busca la Verdad (1950), que incluye la primera escena con sonido sincronizado del cine boliviano de la que se realizaron además versiones en aimara y quechua; Cumbres de Fe.En las Noches de la Historia, Los Urus y Tierras Olvidadas, todos de 1951, siendo el más conocido Los Urus (1951), documental sobre la etnia del mismo nombre.
En 1952 Jorge Ruiz, en codirección con Gonzalo Sánchez de Lozada inician en el Beni el rodaje de un largometraje de ficción que debía llamarse Detrás de los Andes, el cual no llegó a culminarse.

### El reconocimiento internacional

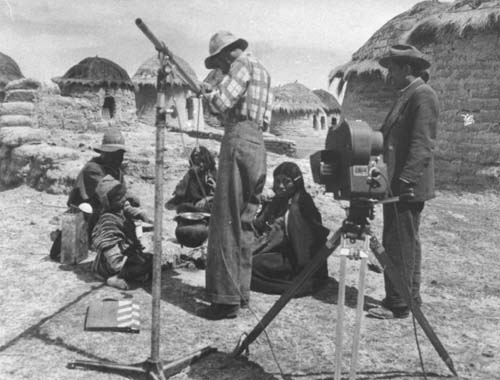
Rodaje del documental "Vuelve Sebastiana"

En 1953, Ruiz estrena Vuelve Sebastiana, cortometraje que en 1956 gana el Primer Premio del Festival de Cine de la Alcaldía Municipal de La Paz y obtiene luego el premio en el II Festival Internacional de Cine Documental y experimental del S.O.D.R.E. en Montevideo, Uruguay, convirtiéndose en la primera película boliviana en obtener un galardón internacional, y a Jorge Ruiz el primer realizador del país en rodar en el extranjero.
Gracias al reconocimiento obtenido con Vuelve Sebastiana, Ruiz en convocado al Ecuador en 1954 donde realiza Los que nunca fueron, adaptación de un cuento de Oscar Soria Gamarra.
También en 1954, Gonzalo Sánchez de Lozada funda la productora Telecine con la que Ruiz y Bolivia Films realizan el documental Juanito sabe leer acerca de la Instituto Normal Superior de Warisata.
En 1955, Ruiz, de nuevo con  Sánchez de Lozada realiza el mediometraje Un poquito de diversificación económica, galardonado con el premio Khantuta de Oro de la Municipalidad de La Paz en 1957.
En 1956, presenta "Voces de la tierra", con el que obtiene nuevamente el primer premio del Festival del SODRE en Uruguay en la categoría antropológica. 

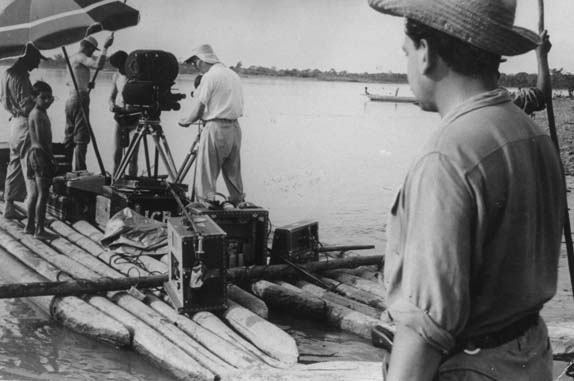
Rodaje de "La Vertiente"

En 1957 Jorge Ruiz releva a Waldo Cerruto en la Dirección del Instituto Cinematográfico Boliviano (ICB), con el que, al año siguiente, realiza su primer largometraje La vertiente. 
Ruiz estaría a cargo del Instituto Cinematográfico Boliviano hasta 1960.
Entre 1962 y 1983, Ruiz vivió en Chile, Colombia, Guatemala, Ecuador y Nueva York, donde continuó su producción cinematográfica, fundando Cine 70 en Perú, realizando varios trabajos independientes con productoras como BBC, CBS y NBC y Televisión Española, entre otras.

### Premios tras una vida dedicada a la cinematografía
Luego de una carrera de más de cincuenta años, el 2001, el Estado Boliviano reconoció la trayectoria de Jorge Ruiz con el Premio Nacional de Cultura. El 2003 el Festival de Cine Iberoamericano de Huelva realizó un homenaje a la obra cinematográfica del cineasta boliviano.
El 4 de mayo de 2011, la Universidad Mayor de San Simón, a sus ochenta y seis años le otorgó el título de doctor honoris causa a Ruiz, distinguiendo también a Luis Ramiro Beltrán, en reconocimiento a sus trayectorias como cineasta y comunicador respectivamente. Beltran, coincidentemente fue guionista de Vuelve Sebastiana, película que marcaría la carrera de Ruiz.

### Fallecimiento
Jorge Ruiz falleció en la ciudad de Cochabamba, Bolivia, el 24 de julio de 2012 a los 88 años de edad tras una complicación de un cuadro de gripe.

## Filmografía
- Virgen india, codirección Jorge Ruiz y Augusto Roca, (1948)
- Los Urus (1948)
- Donde nació un Imperio (1949)
- Vuelve Sebastiana (1953)
- Un poquito de diversificación económica (1955)
- Voces de la Tierra (1956)
- Los Primeros (1956)
- Tumba de Jorge Ruiz en el Cementerio General de Cochabamba.La Vertiente (1958)
- Los Ximul (1960)
- Las montañas no cambian (1962)
- Mina Alaska (1968)
- La Gran Herencia (1970)
- Tunupa (1970)
- El Desafío (1978)
- El clamor del silencio (1979)
- Los caminos de piedra (1980)
- Inocencio y Manuel (1983)

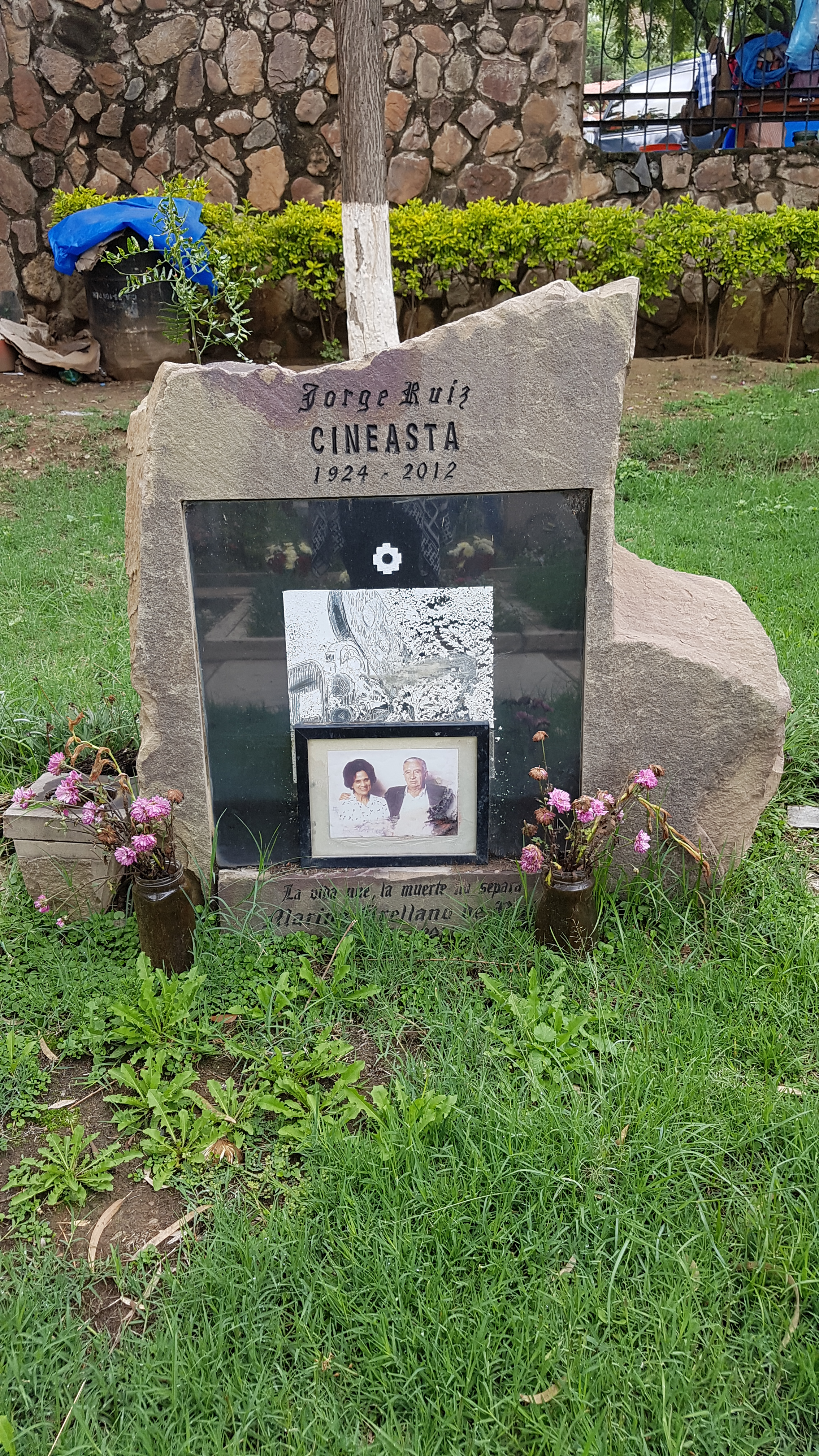
Tumba de Jorge Ruiz en el Cementerio General de Cochabamba.

- Bolívar entre la realidad y el ensueño (1984)
- La mujer en Bolivia (1986)
- El clamor de la Historia (1990)
- El encanto del Valle de Zongo (1995)[10]

## Reconocimiento
- Premio Nacional de Cultura (2001)
- Doctor honoris causa (Universidad Mayor de San Simón, 2011)